# تپه دیه بیگ لو
تپه دیه بیگ لو مربوط به هزاره ۱- دوران‌های تاریخی پس از اسلام است و در شهرستان مشگین‌شهر، بخش مرکزی، روستای دیه بیگلو واقع شده و این اثر در تاریخ ۱۲ بهمن ۱۳۸۱ با شمارهٔ ثبت ۷۳۹۱ به‌عنوان یکی از آثار ملی ایران به ثبت رسیده است.